# Marco Marin
Marco Marin (Padova, 4 luglio 1963) è un politico ed ex schermidore italiano, specializzato nella sciabola.

## Biografia
Marco Marin è nato a Padova il 4 luglio 1963. Nel 1972 ha iniziato a praticare lo sport della scherma a Padova. Ha vestito la maglia azzurra della Nazionale Italiana di scherma dal 1980 al 1996. Si è laureato in Medicina e chirurgia nel 1992 e si è specializzato in Odontostomatologia nel 1995. Ha esercitato la libera professione di medico-odontoiatria nel suo studio di Padova. Nel 2000 ha iniziato l’attività politica a Padova. Nel 2013 è stato eletto in Parlamento come Senatore e nel 2018 come Deputato.

## Attività sportiva
Ha partecipato a tre edizioni dei Giochi Olimpici (Los Angeles 1984, Seul 1988, Barcellona 1992)  nello sport della scherma specialità della sciabola vincendo quattro medaglie: due individuali e due a squadre.
Alle Olimpiadi di Barcellona 1992 è stato portabandiera della Squadra Azzurra alla cerimonia di chiusura dei Giochi Olimpici.
Nel corso della sua carriera ha vinto numerosi titoli, tra cui:
 Giochi olimpici 
Individuale
- Argento nella sciabola a Los Angeles 1984
- Argento nella sciabola a Barcellona 1992

A squadre
- Oro nella sciabola a Los Angeles 1984
- Bronzo nella sciabola a Seul 1988

 Mondiali 
Individuale
A squadre
- Oro nella sciabola a L'Aia 1995
- Argento nella sciabola a Essen 1993
- Bronzo nella sciabola a Vienna 1983

 Universiadi 
Individuale
- Oro nella sciabola a Edmonton 1983

A squadre
- Argento nella sciabola a Edmonton 1983
- Argento nella sciabola a Sheffield 1991
- Bronzo nella sciabola a Kōbe 1985

 Coppa del Mondo 
Individuale
- nella classifica generale della sciabola 1992-93
- nella classifica generale della sciabola 1986-87
- nella classifica generale della sciabola 1991-92

 Campionati italiani 
Individuale
- Oro nella sciabola a Torino 1983
- Oro nella sciabola nel 1985

A squadre
 Altri risultati 
Mondiali giovanili
Individuale
- Oro nella sciabola a Budapest 1983
- Argento nella sciabola a Buenos Aires 1982

A squadre

## Attività politica
Assessore alle politiche sociali del comune di Padova dall'ottobre del 2000 fino al giugno 2004.
Nel 2004 viene eletto consigliere comunale a Padova risultando il più votato tra i candidati delle liste di centrodestra.
Nel 2009 viene candidato a sindaco di Padova per la coalizione di centrodestra composta da Popolo della Libertà, Lega Nord, UDC, Per Padova con Marin, ma perde al ballottaggio, divenendo quindi consigliere comunale di opposizione.
Nel 2012 viene eletto coordinatore della città di Padova per il Popolo della Libertà .
Nel febbraio 2013 viene eletto Senatore della Repubblica nella lista del Popolo della Libertà.
Il 16 novembre 2013, con la sospensione delle attività del Popolo della Libertà, aderisce a Forza Italia.
Il 2 gennaio 2014 viene nominato da Silvio Berlusconi Coordinatore regionale del Veneto di Forza Italia.
Nel 2016 viene eletto Vicepresidente della settima commissione del Senato: istruzione pubblica, università, cultura, sport.
Nel marzo 2018 viene eletto Deputato della Repubblica nella lista di Forza Italia.
Nel 2018 viene nominato responsabile del Dipartimento Nazionale Sport di Forza Italia.
Il 27 maggio 2021 lascia Forza Italia costituendo Coraggio Italia insieme al sindaco di Venezia Luigi Brugnaro, al presidente della Liguria Giovanni Toti, al senatore Gaetano Quagliariello e a numerosi altri parlamentari di diversa provenienza politica. Marin è uno dei quattro membri del Comitato di Presidenza. Il 14 luglio Marin diviene vicepresidente di Coraggio Italia. Il 27 maggio 2021 nasce alla Camera dei Deputati il gruppo parlamentare Coraggio Italia e Marin ne viene eletto Presidente. 
Il 23 giugno 2022 abbandona Coraggio Italia. Il 28 giugno 2022 nasce alla Camera dei Deputati la Componente del gruppo misto Vinciamo Italia-Italia al Centro con Toti di cui Marin viene eletto Presidente.
Il 9 agosto 2022 Marin aderisce al partito Italia al Centro, entrando a far parte del direttivo nazionale, pure decidendo di non ricandidarsi alle elezioni politiche anticipate del 25 settembre 2022.
Dal 2023 non è iscritto a nessun partito.